# Polyalthia barnesii
Polyalthia barnesii este o specie de plante din genul Polyalthia, familia Annonaceae, descrisă de Elmer Drew Merrill. Conform Catalogue of Life specia Polyalthia barnesii nu are subspecii cunoscute.